# Blas Parera
Pour les articles homonymes, voir Parera.
Blas Parera  (1777–1840) est un compositeur espagnol, auteur de la musique de l’Himno Nacional Argentino (l'hymne national argentin), qu'il a écrit en 1813.

## Biographie
Né en 1777 en Murcie, en Espagne, Blas Parera émigre à Buenos Aires en 1797. Il participe à la défense du port de Buenos Aires lors des invasions britanniques du Rio de la Plata.
En 1813, il compose la musique de l’Himno Nacional Argentino, sur des paroles écrites par Vicente López y Planes.